# François de Baradas
François de Baradas (Borgogna, 1602 – Avignone, 1684) fu uno dei favoriti di re Luigi XIII.

## Biografia
Originario di una famiglia borgognona, ancora giovinetto venne assegnato alle stalle del re come paggio. Luigi XIII lo prese in simpatia personale e lo nominò poco dopo primo gentiluomo di camera del re, governatore poi del castello di Saint-Germain e Luogotenente del re nello Champagne. Sei mesi dopo aver ottenuto questi grandi onori, Baradas perse tutta la propria fortuna, motivo per cui ancora oggi nella tradizione della lingua francese è noto il detto "fortuna di Baradas" a indicare una ricchezza notevole ma di breve durata.
François Sublet de Noyers era stato infatti incaricato di convincere Baradas a dimettersi dai propri incarichi dietro pagamento della considerevole somma di 100.000 scudi dal momento che il re intendeva concedere quegli onori al suo nuovo favorito, il futuro duca di Saint-Simon. Malgrado le pressioni del conte di Chavigny, sovrintendente delle finanze del re, questi non lasciò la propria provincia e l'operazione non giunse allo sperato compimento. Durante l'assedio di Corbie del 1636, cospirò per fermare il cardinale Richelieu, ma scoperto venne esiliato ad Avignone dove morì nel 1684.